# Hosszúvölgy
Hosszúvölgy è un comune dell'Ungheria di 188 abitanti (dati 2001). È situato nella contea di Zala.